# Runmarsvreten
Runmarsvreten, med signum Sö Sb1965;19, är en runhäll utmed Gamla Dalarövägen i Österhaninge socken på Södertörn. Runhällen är belägen på den nu försvunna byn Bergas forna ägor.

## Runhällen
Runmarsvretens ristning påträffades med hjälp av en lantmäterikarta 1964 av Harry Runqvist. Inskriften är ristad på en brant bergvägg strax nära en bäck utmed gamla landsvägen. Dess höjd är 160 centimeter och bredden är 118 centimeter. Bergarten består av ådrad sörmlandsgnejs, ett poröst material som medfört att ristningen närmast marken skadats via vittring. Ornamentiken uppvisar en välformad ormslinga med runtext. Ormens huvud figurerar i profil och dess hals och svans är i ristningens nedre del låsta med ett dekorativt koppel. Inom runbandet är ett kristet ringkors placerat och ovanpå dess övre korsarm finns antydningar av en fågelfigur, möjligen en tupp. I bäcken nedanför runhällen syns några stenknotor i vattnet, förmodligen rester efter den bro som ristningen beskriver. Här över bron och på stigbanken som löper utmed berget gick alltså en föregångare till Dalarövägen fram.
Ristaren torde av stilen att döma vara Halvdan, som även är skaparen bakom Tyrestahällen och Uringestenen.

## Inskriften
Translitterering av runraden:
ku...---- ...--... kuna + l-...u + hakua + stain + þina + auk + buru + þ...-a + if... ...-... ...-- sinn
Normalisering till runsvenska:
... ... Gunna le[t]u haggva stæin þenna ok bro þ[ess]a ... ... ... sina.
Översättning till nusvenska:
Gu...(och) Gunna läto hugga denna sten och (göra) denna bro ... sin.

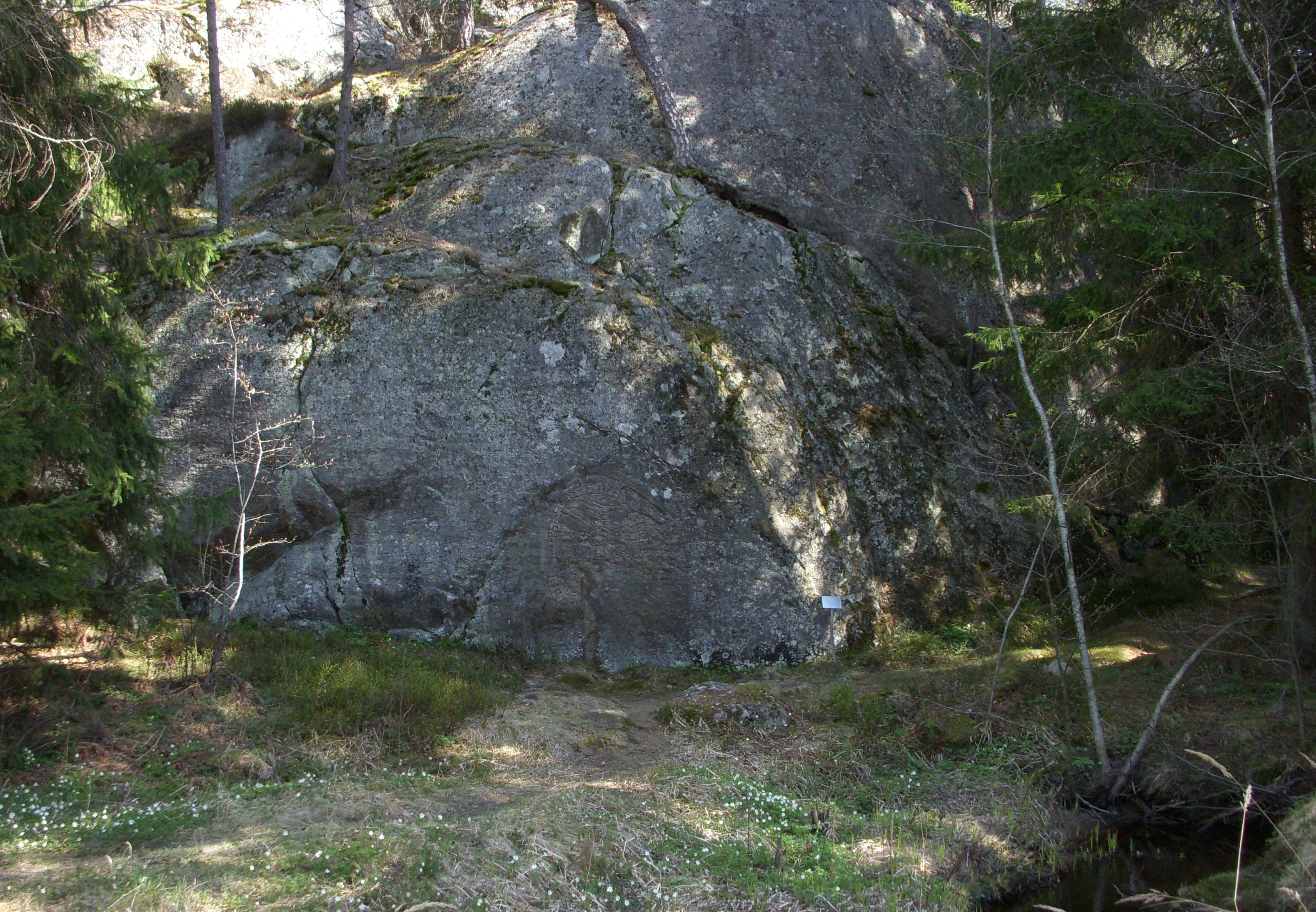
Runhällens placering i terrängen. Den gamla vägbanken stryker tätt förbi berget och i förgrunden till höger syns bäcken.
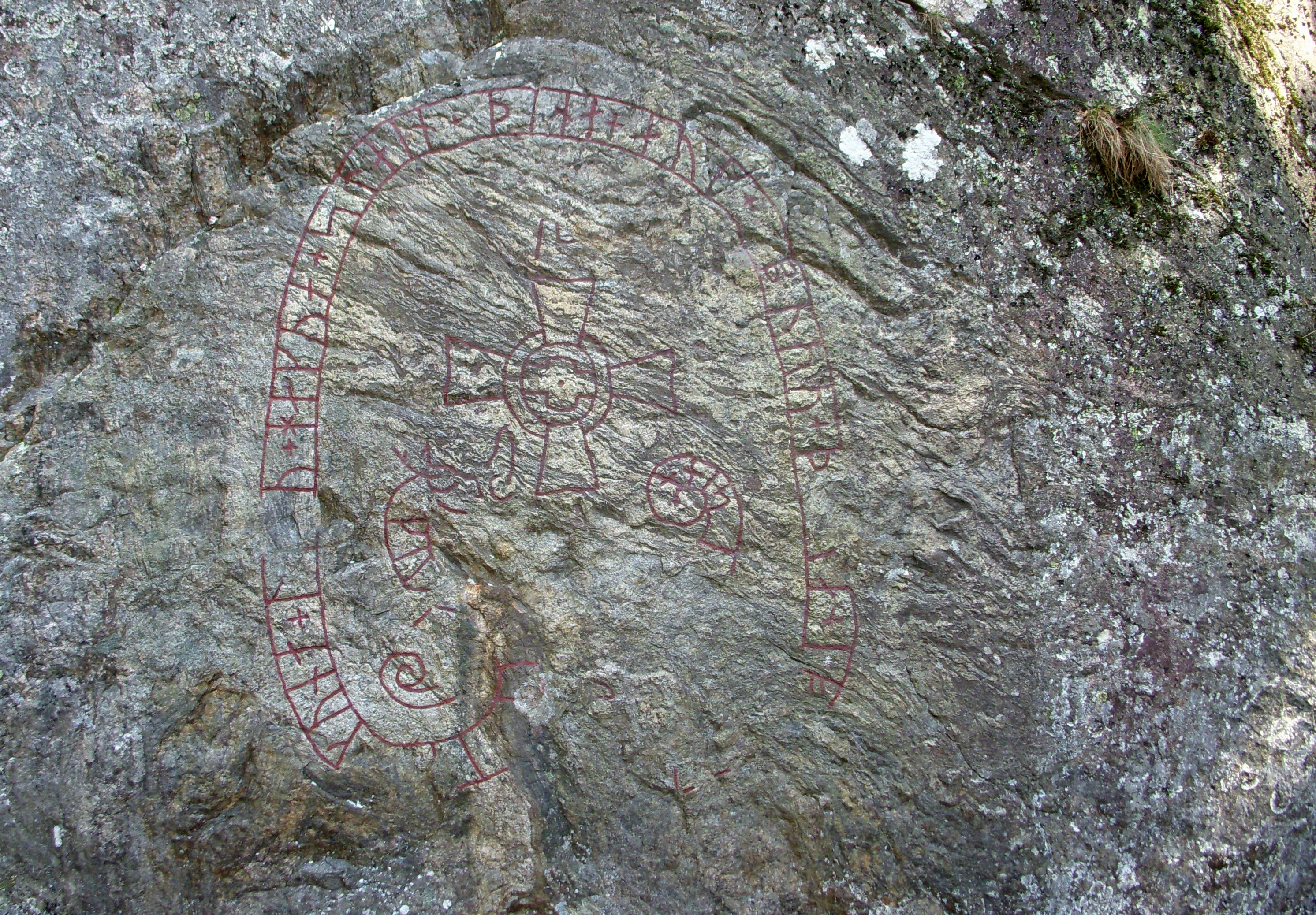
Ristningen på nära håll.